# Guerra de Mahtra
La Guerra de Mahtra (En estonio: Mahtra sõda) fue una insurgencia campesina en la población de Mahtra (ahora en el condado de Rapla, a 60 km de Tallin) en Estonia, en el entonces Imperio ruso de mayo a julio de 1858.
La revuelta fue reprimida por el ejército regular, 14 campesinos resultaron heridos y 7 muertos en el sitio, 3 murieron más tarde de heridas. Las bajas militares incluyeron 13 soldados heridos y 1 oficial muerto. 60 de los 65 acusados campesinos fueron condenados a muerte por un consejo de guerra en Tallin. El gobernador general báltico Suvorov redujo más tarde las sentencias de 44 campesinos a los castigos corporales, 35 de los cuales fueron condenados al exilio en Siberia, mientras que los 21 acusados restantes fueron liberados. 

## Contexto histórico
En la Gobernación de Estonia, la servidumbre fue abolida en 1816 (en comparación, en todo el Imperio ruso fue abolida en 1861), sin embargo, la tierra no fue redistribuida entre los campesinos y la mano de obra corvea se conservó (hasta 1876). El manifiesto del zar Alejandro II del 19 de marzo de 1856 hablaba de otras reformas agrarias, pero la implementación fue lenta, y esto provocó los disturbios, incluida la revuelta de Mahtra.
Los acontecimientos influyeron significativamente el trabajo de los comités que trabajan en el proyecto de la emancipación de los siervos en Rusia.

## En la cultura
- Museo Campesino de Mahtra (en estonio: Mahtra Talurahvamuuseum) ,
- Eduard Vilde, "Guerra en Mahtra",  novela histórica (1902, título Estonio: “Mahtra sõda"; traducción rusa: Эдуард Вильде, Война в Махтра, 1950, Tallinn, editor: "Художественная литeратура и искусство")
- Anatoli Garshnek, "Mahtra sõda" [Guerra de Mahtra] (1958), cantata